# De Catholicae Ecclesiae Unitate
Sobre a Unidade da Igreja Católica ( De Catholicae Ecclesiae Unitate ) é um tratado escrito por Cipriano de Cartago, um dos pais da Igreja, em 251 (quase contemporâneo de De lapsis). Neste documento, São Cipriano formula sua própria concepção da Igreja, que ele considera como a nova arca de Noé ou como sponsa Christi.
Este tratado é considerado uma das obras-chave de São Cipriano e o primeiro tratado de eclesiologia na literatura cristã , recordando São Cipriano constantemente a unidade da Igreja  .

## Tema
Como indica o título, o tratado tem como tema a unidade da Igreja Católica. Neste texto, São Cipriano adverte os seus contemporâneos cristãos contra o que considera ser a tentação orgulhosa de criar uma igreja paralela à "grande greja". Para ele, não daria em nada porque "fora da Igreja não há salvação" (ninguém pode ser salvo fora da Igreja). Esta expressão (em latim Extra Ecclesiam nulla salus) tem sido frequentemente mal compreendida.

## Estrutura do texto
A obra, escrita por ocasião da perseguição de Décio, quando a comunidade eclesial teve que enfrentar a questão dos lapsi, está estruturada da seguinte forma:
- cc. 1-3: apresentação
- cc. 4-9: a unidade como característica fundamental da Igreja
- cc. 10-19: natureza da heresia e do cisma
- cc. 20-22: solução para o problema dos confessores
- cc. 23-27: conclusão

Do capítulo 4 restam duas edições: primatus textus (mais curto) e textus receptus. A primeira é considerada uma falsificação da chancelaria papal composta no período entre os Papas Pelágio I e Pelágio II porque contém declarações justificando a primazia do Bispo de Roma, ausentes no textus receptus.